# Truhlářský mlýn
Truhlářský mlýn (Tischlermühle) v Srní v okrese Klatovy je bývalý vodní mlýn, který stojí na Hrádeckém potoce jižně od obce Srní směrem na Modravu, na samotě východně od Starého Srní u lokality Dolní Hrádky. V letech 1958–1980 byl chráněn jako nemovitá kulturní památka České republiky.

## Historie
Mlýn je zaznamenán na mapě 1. vojenského mapování z let 1764–1768. Stál na levém břehu Hrádeckého potoka a patřil pod lokalitu Sedlo. Kromě mlýna zde byla pekárna, výroba šindelů a malý obchod.
Rod Häuslerů jej vlastnil do roku 1934. O rok později byla při něm vybudována pila, která spolu s mlýnem ukončila provoz v roce 1949.
Areál je zcela přestavěn.

## Popis
Mlýn měl roubené patro a polopatro, ke kterému byl připojen katr. Mlýnský trakt byl zděný příčně, sedlová střecha měla dvoupásmový štít rozdělený třemi pilastry.
Voda na vodní kolo vedla náhonem; v terénu směrem od silnice ke mlýnu je patrný jeho val. V roce 1930 měl mlýn 2 kola na vrchní vodu (spád 4,3 m, výkon 3,5 HP).

## Zajímavosti
V 70. letech 19. století do mlýna za svojí sestřenicí Cecílií Häuslerovou docházel spisovatel Karel Klostermann, který z vyprávění jejího manžela Václava Häuslera čerpal látku pro své romány a povídky.